# De re militari
De re militari («О военном деле») — трактат римского военного историка и теоретика Вегеция о военном искусстве Древнего Рима, первый дошедший до настоящего времени систематический труд об этом, составленный на основе римских источников. Также известен под названием Epitoma Rei Militaris.

## История
Точный год создания трактата неизвестен, предполагается, что это могло произойти около 390 года нашей эры, однако он подвергался ряду правок, и существующий текст датируется V веком. Следует отметить, что в нем автор изложил методы не современные ему, а применявшиеся римлянами ранее, во времена расцвета их власти. Произведение посвящено некоему неназванному императору, учитывая время его написания, это мог быть Феодосий I Великий.
Трактат использовался в качестве инструкции по военному делу в Средние века. Даже после появления в Европе пороха он был популярен среди военачальников.

## Содержание
Трактат состоит из 4 книг (118 глав). В нём содержится обзор военного искусства Рима и предложения Вегеция по реорганизации армии. В труде излагаются система боевой подготовки, организация, вооружение, боевые порядки и тактические приёмы, а также правила ведения войны, в том числе — оборона и осада крепостей и правила морского боя.
В первой книге особое внимание автор уделил критериям отбора новобранцев, методах их обучения и поддержанию дисциплины в армии, описанию некоторых видов оружия, правилам боевых построений, строительства лагерей и укреплений.
Вторая в основном описывает организацию армии.
Третья — посвящена тактике, стратегии и построениям войск.
Четвертая книга содержит наставления по организации осад и защиты городов, ведению войны на море, а также подробно описывает ряд метательных машин, состоявших на вооружении римской армии.